# Windsor Park (Noord-Ierland)
Het Windsor Park is een voetbalstadion in de Noord-Ierse hoofdstad Belfast.
Het stadion heeft een capaciteit van 20.332 toeschouwers, waarvan 14.000 zitplaatsen en is daarmee het grootste nog in dienst zijnde stadion van Noord-Ierland. De Noord-Ierse voetbalclub Linfield FC speelt hier zijn thuiswedstrijden, maar het stadion heeft zijn roem vooral te danken aan de tweede bespeler, namelijk het Noord-Iers voetbalelftal. De Noord-Ierse voetbalfinales vinden hier ook plaats.
Mensen denken dat het stadion zijn naam te danken heeft aan de Britse Koninklijke Familie, het Huis Windsor. Dit is echter niet zo, het stadion had zijn naam al voordat de Britse Koninklijke Familie de naam Windsor aannam. In feite is het stadion vernoemd naar een oud gebied in het zuiden van Belfast.
Ballymena Showgrounds (Ballymena United FC) ·
Inver Park (Larne FC) ·
Milltown (Warrenpoint Town FC) ·
Mourneview Park (Glenavon FC) ·
Seaviewstadion (Crusaders FC) ·
Shamrock Park (Portadown FC) ·
Solitude (Cliftonville FC) ·
Stangmore Park (Dungannon Swifts FC) ·
Taylors Avenue (Carrick Rangers FC) ·
The Oval (Glentoran FC)
The Showgrounds (Coleraine FC) ·
Windsor Park (Linfield FC)
Bangor Fuels Arena (Ards FC) ·
Breda Park (Knockbreda FC) ·
Darragh Park (Dergview FC) ·
Dixon Park (Ballyclare Comrades FC) ·
Ferney Park (Ballinamallard United FC) ·
Lakeview Park (Loughgall FC) ·
Ryan McBride Brandywell Stadium (Institute FC) ·
Tandragee Road (Annagh United FC) ·
The Showgrounds (Newry City AFC) ·
Tillyburn Park (Harland & Wolff Welders FC)
Upper Malone (Queens University Belfast AFC) ·
Wilgar Park (Dundela FC)
Bangor Fuels Arena (Bangor FC) ·
Crystal Park (Banbridge Town FC) ·
Fortwilliam Park (Tobermore United FC) ·
Holm Park (Armagh City FC) ·
Mill Meadow (Moyola Park FC) ·
Mullaghacall (Portstewart FC) ·
New Forge Lane (PSNI FC) ·
New Grosvenor Stadium (Lisburn Distillery FC) ·
Planters Park (Dollingstown FC) ·
Solitude (Newington FC)
The Showgrounds (Limavady United FC) ·